# Сибирский государственный университет водного транспорта
Сибирский государственный университет водного транспорта (СГУВТ) — техническое высшее учебное заведение в Новосибирске. Основан в 1951 году.

## История
Создан 5 мая 1951 года приказом министра речного флота РСФСР в Новосибирске как Новосибирский институт инженеров водного транспорта (НИИВТ).
В 1994—2015 годах — Новосибирская государственная академия водного транспорта (НГАВТ).
С 2015 года — Сибирский государственный университет водного транспорта (СГУВТ).

## Факультеты
- Электромеханический (ЭМФ)
- Судомеханический (СМФ)
- Гидротехнический (ГТФ)
- Институт морская академия (ИМА)
- Управление на водном транспорте (УВТ)
- Подготовки кадров высшей квалификации (ФПК ВК)